# Wyższa Szkoła Zarządzania i Przedsiębiorczości z siedzibą w Wałbrzychu
Wyższa Szkoła Zarządzania i Przedsiębiorczości z siedzibą w Wałbrzychu – polska niepubliczna szkoła wyższa w Wałbrzychu.
Szkoła działa od 1996 roku.

## Historia
Uczelnia powstała w 1996 roku po kilkuletnich staraniach nauczycieli akademickich,  związanych z rejonem sudeckim oraz przedstawicieli lokalnych przedsiębiorców. Miała ona na celu przygotowywać pod względem teoretycznym i praktycznym praktyków biznesu. Zgodę na założenie uczelni ostatecznie wyrażono 12 sierpnia 1996 roku, a 1 października tego samego roku zainaugurowano w jej murach pierwszy rok akademicki. W ciągu dalszych kilku lat miał miejsce dynamiczny rozwój uczelni, w tym pozyskiwanie nowych obiektów oraz poszerzanie oferty edukacyjnej. Uczelnia miała ośrodek zamiejscowy w Świdnicy.
W 2011 roku wałbrzyska uczelnia znalazła się w rejestrze uczelni niepublicznych i związków uczelni niepublicznych. Wpis do tego rejestru nadał jej uprawnienia szkoły publicznej, co oznacza, że dyplom uzyskany na zakończenie studiów jest uznawany na równi z dyplomem uczelni publicznej zarówno w kraju, jak i za granicą.

## Program dydaktyczny
Wyższa Szkoła Zarządzania i Przedsiębiorczości oferuje studia:
- licencjackie (trzyletnie):
- Pedagogika Opiekuńcza z Terapią Pedagogiczną
- Zarządzanie

- inżynierskie (trzyipółletnie):
- Inżynieria Zarządzania (7 specjalności).

- magisterskie (dwuletnie):
- Zarządzanie
- Pedagogika Opiekuńcza z Terapia Pedagogiczną.

- Jednolite studia magisterskie
- Psychologia[10]

- podyplomowe z ponad sto różnymi specjalnościami:
- Pedagogiczne (Nauczanie - ogólnokształcące i branżowe, Pedagogika specjalna, Opieka i wychowanie)
- Zarządzanie/Menadżerskie
- Prawo-Administracja
- Zdrowie i uroda
- Psychologia i pomoc rodzinie
- inne

## Jednostki ogólnouczelniane i międzywydziałowe
W skład Wyższej Szkoły Zarządzania i Przedsiębiorczości z siedzibą w Wałbrzychu wchodzą, oprócz Wydziału Edukacji, Biznesu i Inżynierii, jednostki ogólnouczelniane – Międzyregionalne Centrum Edukacji, Centrum Kreowania Kariery, Biblioteka i uniwersytet trzeciego wieku.

## Kampusy i budynki uczelniane
Uczelnia dysponuje dwoma nowoczesnymi budynkami przy ulicy 1 Maja 131 oraz ulicy Wrocławskiej 10. W pierwszym z nich znajduje się aula audiowizualną na trzysta osób oraz sześć sal wykładowych na ponad sto miejsc.
Biblioteka uczelniana liczy zbiór blisko 39 000 książek i 70 tytułów prasy prenumerowanej dysponuje także dostępem do cyfrowych bibliotek. .

## Władze[13]
- Rektor: mgr Lidia Piątkowska
- Prorektor ds. naukowo-dydaktycznych: prof. zw. dr hab. inż. Franciszek Mroczko
- Pełnomocnik rektora ds. zapewniania jakości kształcenia: prof. zw. dr hab. inż. Franciszek Mroczko
- Kanclerz: mgr inż. Marek Zieliński